# Saint-Julien-en-Genevois
Saint-Julien-en-Genevois är en kommun i departementet Haute-Savoie i regionen Auvergne-Rhône-Alpes i sydöstra Frankrike. Kommunen ligger i kantonen Saint-Julien-en-Genevois som tillhör arrondissementet Saint-Julien-en-Genevois. År 2022 hade Saint-Julien-en-Genevois 15 925 invånare.

## Befolkningsutveckling
Antalet invånare i kommunen Saint-Julien-en-Genevois
| Referens: INSEE |